# Penenirmus affectator
Penenirmus affectator är en insektsart som först beskrevs av Zlotorzycka 1976.  Penenirmus affectator ingår i släktet Penenirmus, och familjen fjäderlöss. Arten är reproducerande i Sverige.